# Canton de Quiberon
Le canton de Quiberon est une circonscription électorale française située dans le département du Morbihan et la région Bretagne.
À la suite du redécoupage cantonal de 2014, les limites territoriales du canton sont remaniées. Le nombre de communes du canton passe de 7 à 16.

## Histoire
De 1833 à 1848, les cantons d'Auray et de Quiberon avaient le même conseiller général. Le nombre de conseillers généraux ne pouvait pas dépasser 30 par département.
Un nouveau découpage territorial du Morbihan entre en vigueur à l'occasion des élections départementales de 2015. Il est défini par le décret du 21 février 2014, en application des lois du 17 mai 2013 (loi organique 2013-402 et loi 2013-403). Les conseillers départementaux sont, à compter de ces élections, élus au scrutin majoritaire binominal mixte. Les électeurs de chaque canton élisent au Conseil départemental, nouvelle appellation du Conseil général, deux membres de sexe différent, qui se présentent en binôme de candidats. Les conseillers départementaux sont élus pour 6 ans au scrutin binominal majoritaire à deux tours, l'accès au second tour nécessitant 12,5 % des inscrits au 1er tour. En outre la totalité des conseillers départementaux est renouvelée. Ce nouveau mode de scrutin nécessite un redécoupage des cantons dont le nombre est divisé par deux avec arrondi à l'unité impaire supérieure si ce nombre n'est pas entier impair, assorti de conditions de seuils minimaux. Dans le Morbihan, le nombre de cantons passe ainsi de 42 à 21.
Le nouveau canton de Quiberon est constitué par la fusion des anciens cantons de Quiberon, de Belle-Île et de Belz, relevant en totalité de l'arrondissement de Lorient. Le bureau centralisateur est situé à Quiberon.

## Représentation

### Conseillers d'arrondissement (de 1833 à 1940)
| Période                                  | Période | Identité                       | Étiquette           | Qualité |
| ---------------------------------------- | ------- | ------------------------------ | ------------------- | --- |
| 1833                                     | 1842    | Vincent Le Goff                |                     | Ancien notaire certificateur, Carnac                                                                        |
| 1842                                     | 1845    | Jean Vincent Le Cloirec        |                     | Capitaine caboteur, propriétaire à Quiberon                                                                 |
| 1845                                     | 1848    |                                |                     | |
|                                          |         |                                |                     | |
| 1871                                     |         | Jean-Louis Allain (1817-1901)  |                     | Capitaine au cabotage, maire de Quiberon (1878-1884), suppléant du juge de paix                             |
|                                          |         |                                |                     | |
| 1889                                     | 1904    | Ernest Ézanno (1843-1918)      | Républicain         | Ostréiculteur, propriétaire, maire de Carnac                                                                |
| 1904                                     | 1922    | Joseph Morice                  | Républicain libéral | Maire de Carnac, suppléant du juge de paix                                                                  |
| 1922                                     | 1934    | Zacharie Le Rouzic (1864-1939) | Radical             | Directeur du musée Milin et premier adjoint au maire de Carnac, Président du Conseil d'arrondissement       |
| 1934                                     | 1940    | Marcel Robert                  | Radical             | Pharmacien, maire de Quiberon                                                                               |
| 1940                                     |         |                                |                     | Les conseils d'arrondissement ont été suspendus par la loi du 12 octobre 1940 et n'ont jamais été réactivés |
| Les données manquantes sont à compléter. |         |                                |                     | |

### Conseillers généraux
| Période | Période          | Identité                              | Étiquette             | Qualité |
| ------- | ---------------- | ------------------------------------- | --------------------- | --- |
| 1833    | 1848             | Jean-Marie Bosquet (1782-1862)        |                       | Lieutenant-colonel en retraite à Auray |
| 1848    | 1870             | Alexandre Achille Fauchat             |                       | Juge de paix à Belle-Île-en-Mer |
| 1870    | 1877             | Pierre Marie Bertic (1832-1886)       |                       | Notaire, maire de Carnac puis juge de paix à Brest |
| 1877    | 1885 (décès)     | Alexandre Gressy (1831-1885)          | Républicain           | Docteur en médecine et ostréiculteur - Maire de Carnac |
| 1885    | 1887 (démission) | Jean-Marie Rio (1836-1906)            | Républicain           | Capitaine au long cours en retraite |
| 1887    | 1925 (décès)     | Célestin-Marie Le Gloahec (1841-1925) | Rép. puis Rad.        | Ingénieur chimiste Maire de Saint-Pierre-Quiberon (1871-1925) |
| 1925    | 1940             | Joseph Le Rouzic                      | Rad.                  | Directeur de l'école d'agriculture de Rennes Président de la société d'agriculture Maire de Carnac Ancien député (1910-1919) Nommé membre de la Commission administrative départementale en 1941 Décédé en 1941 |
|         |                  |                                       |                       | |
| 1943    | 1945             | Pierre Josse (1879-1950)              |                       | Maire de Saint-Pierre-Quiberon Nommé conseiller départemental en 1943 |
|         |                  |                                       |                       | |
| 1945    | 1949 (décès)     | Alphonse Rio (fils de J.-M. Rio)      | Rad. puis RPF-RS      | Capitaine au long cours Maire de Quiberon Ancien Député (1919-1924) Ancien Sénateur (1924-1941) Ancien Ministre (1921-1924, 1930 et 1939-1940) Président du Conseil Général (1945-1946)                         |
| 1949    | 1979             | Victor Golvan                         | UNR puis UDR puis RPR | Vétérinaire Député (1951-1955) Sénateur(1958-1974) Maire de Quiberon (1949-1971) |
| 1979    | 1985             | Marius Texier                         | UDF                   | Entrepreneur Adjoint au Maire de Carnac |
| 1985    | 2004             | Jean-Michel Kervadec                  | UDF-PR                | Boucher Maire de Saint-Pierre-Quiberon (1980-2001) Suppléant du député Aimé Kergueris |
| 2004    | 2015             | Gérard Pierre                         | MPF puis UMP          | Gérant de société Maire de Plouharnel (1995-2020) Président de la CC de la Côte des Mégalithes |

### Conseillers départementaux
| Période élective | Période élective | Mandat | Mandat   | Identité      | Nuance | Nuance | Qualité |
| ---------------- | ---------------- | ------ | -------- | ------------- | ------ | ------ | --- |
| 2015             | 2021             | 2015   | 2021     | Karine Bellec |        | DVD    | Cadre de santé Conseillère municipale de Locoal-Mendon Présidente de la commission "Tourisme, aménagement numérique, enseignement supérieur et environnement" du Conseil départemental |
| 2015             | 2021             | 2015   | 2021     | Gérard Pierre |        | LR     | Gérant de société Maire de Plouharnel (1995-2020) 4e vice-président de la commission permanente du conseil départemental                                                               |
| 2021             | 2028             | 2021   | en cours | Karine Bellec |        | DVD    | Cadre de santé Maire de Locoal-Mendon (depuis 2020) 1ère Vice-Présidente du conseil départemental, déléguée aux personnes en situation de handicap                                     |
| 2021             | 2028             | 2021   | en cours | Gérard Pierre |        | DVD    | Gérant de société, conseiller sortant, 4ème Vice-Président du conseil départemental délégué aux routes, aux mobilités douces, à la mer, au littoral et aux îles                        |

### Résultats détaillés

#### Élections de mars 2015
À l'issue du 1er tour des élections départementales de 2015, deux binômes sont en ballottage : Karine Bellec et Gérard Pierre (Union de la Droite, 47,52 %) et Simone Ansquer et Tibault Grollemund (DVG, 22,51 %). Le taux de participation est de 51,77 % (16 901 votants sur 32 644 inscrits) contre 52,56 % au niveau départemental et 50,17 % au niveau national.
Au second tour, Karine Bellec et Gérard Pierre (Union de la Droite) sont élus avec 66,25 % des suffrages exprimés et un taux de participation de 47,74 % (9 495 voix pour 15 583 votants et 32 644 inscrits).

#### Élections de juin 2021
Le premier tour des élections départementales de 2021 est marqué par un très faible taux de participation (33,26 % au niveau national). Dans le canton de Quiberon, ce taux de participation est de 37,14 % (12 689 votants sur 34 162 inscrits) contre 34,81 % au niveau départemental. À l'issue de ce premier tour, deux binômes sont en ballottage : Karine Bellec et Gérard Pierre (DVD, 52,99 %) et Alain Corbion et Florence Lescoffit (DVG, 28,13 %).
Le second tour des élections est marqué une nouvelle fois par une abstention massive équivalente au premier tour. Les taux de participation sont de 34,36 % au niveau national, 36 % dans le département et 38,6 % dans le canton de Quiberon. Karine Bellec et Gérard Pierre (DVD) sont élus avec 68,39 % des suffrages exprimés (8 443 voix pour 13 189 votants et 34 164 inscrits),,.

## Composition

### Composition avant 2015

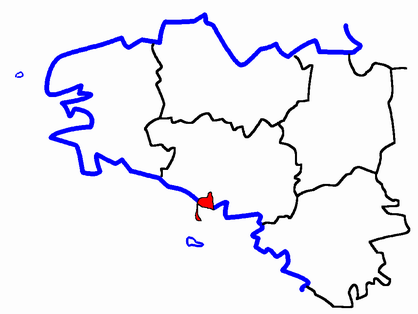
Situation du canton de Quiberon dans le département du Morbihan avant 2015.

Jusqu'en 2015, le canton de Quiberon regroupait 7 communes.
| Nom                   | Code Insee | Codepostal | Superficie (km2) | Population (dernière pop. légale) | Densité (hab./km2) |
| --------------------- | ---------- | ---------- | ---------------- | --------------------------------- | ------------------ |
| Quiberon (chef-lieu)  | 56186      | 56170      | 8,83             | 5 008 (2012)                      | 567                |
| Carnac                | 56034      | 56340      | 32,71            | 4 204 (2012)                      | 129                |
| Hœdic                 | 56085      | 56170      | 2,08             | 121 (2012)                        | 58                 |
| Île-d'Houat           | 56086      | 56170      | 2,91             | 249 (2012)                        | 86                 |
| Plouharnel            | 56168      | 56340      | 18,32            | 2 126 (2012)                      | 116                |
| Saint-Pierre-Quiberon | 56234      | 56510      | 7,54             | 2 116 (2012)                      | 281                |
| La Trinité-sur-Mer    | 56258      | 56470      | 6,20             | 1 635 (2012)                      | 264                |

### Composition depuis 2015
Le canton de Quiberon comprend désormais seize communes entières.
| Nom                              | Code Insee | Intercommunalité                   | Superficie (km2) | Population (dernière pop. légale) | Densité (hab./km2) | Modifier                                    |
| -------------------------------- | ---------- | ---------------------------------- | ---------------- | --------------------------------- | ------------------ | ------------------------------------------- |
| Quiberon (bureau centralisateur) | 56186      | CC Auray Quiberon Terre Atlantique | 8,83             | 4 782 (2022)                      | 542                | modifier les données · modifier les données |
| Bangor                           | 56009      | CC de Belle-Île-en-Mer             | 25,54            | 1 002 (2022)                      | 39                 | modifier les données · modifier les données |
| Belz                             | 56013      | CC Auray Quiberon Terre Atlantique | 15,67            | 3 869 (2022)                      | 247                | modifier les données · modifier les données |
| Carnac                           | 56034      | CC Auray Quiberon Terre Atlantique | 32,71            | 4 215 (2022)                      | 129                | modifier les données · modifier les données |
| Erdeven                          | 56054      | CC Auray Quiberon Terre Atlantique | 30,64            | 3 987 (2022)                      | 130                | modifier les données · modifier les données |
| Étel                             | 56055      | CC Auray Quiberon Terre Atlantique | 1,74             | 2 058 (2022)                      | 1 183              | modifier les données · modifier les données |
| Hœdic                            | 56085      | CC Auray Quiberon Terre Atlantique | 2,08             | 103 (2022)                        | 50                 | modifier les données · modifier les données |
| Île-d'Houat                      | 56086      | CC Auray Quiberon Terre Atlantique | 2,91             | 214 (2022)                        | 74                 | modifier les données · modifier les données |
| Locmaria                         | 56114      | CC de Belle-Île-en-Mer             | 20,55            | 973 (2022)                        | 47                 | modifier les données · modifier les données |
| Locoal-Mendon                    | 56119      | CC Auray Quiberon Terre Atlantique | 39,97            | 3 529 (2022)                      | 88                 | modifier les données · modifier les données |
| Le Palais                        | 56152      | CC de Belle-Île-en-Mer             | 17,43            | 2 576 (2022)                      | 148                | modifier les données · modifier les données |
| Ploemel                          | 56161      | CC Auray Quiberon Terre Atlantique | 25,16            | 3 109 (2022)                      | 124                | modifier les données · modifier les données |
| Plouharnel                       | 56168      | CC Auray Quiberon Terre Atlantique | 18,32            | 2 272 (2022)                      | 124                | modifier les données · modifier les données |
| Saint-Pierre-Quiberon            | 56234      | CC Auray Quiberon Terre Atlantique | 7,54             | 2 327 (2022)                      | 309                | modifier les données · modifier les données |
| Sauzon                           | 56241      | CC de Belle-Île-en-Mer             | 22,11            | 1 043 (2022)                      | 47                 | modifier les données · modifier les données |
| La Trinité-sur-Mer               | 56258      | CC Auray Quiberon Terre Atlantique | 6,20             | 1 837 (2022)                      | 296                | modifier les données · modifier les données |
| Canton de Quiberon               | 5617       |                                    | 277,40           | 37 896 (2022)                     | 137                | modifier les données                        |

## Démographie

### Démographie avant 2015
| 1962   | 1968   | 1975   | 1982   | 1990   | 1999   | 2006   | 2011   | 2012   |
| ------ | ------ | ------ | ------ | ------ | ------ | ------ | ------ | ------ |
| 13 938 | 13 927 | 13 913 | 14 314 | 14 666 | 15 364 | 15 541 | 15 478 | 15 459 |

### Démographie depuis 2015
En 2022, le canton comptait 37 896 habitants, en évolution de +4,69 % par rapport à 2016 (Morbihan : +3,82 %, France hors Mayotte : +2,11 %).
| 2013   | 2018   | 2022   |
| ------ | ------ | ------ |
| 35 794 | 36 380 | 37 896 |